# Бачило Олександр Геннадійович
Олександр Геннадійович Бачило (рос. Алекса́ндр Генна́дьевич Бачи́ло, 12 серпня 1959, Іскітим — 2 серпня 2022) — російський фантаст, письменник та сценарист.

## Біографія
Олександр Бачило народився в 1959 році в передмісті Новосибірська Іскітимі. Майбутній письменник закінчив середню школу в новосибірському Академмістечку, а вищу освіту здобув у Новосибірському електротехнічному інституті. Після закінчення вишу два роки служив офіцером у Радянській Армії. Після демобілізації з армії Олександр Бачило шість років працював програмістом у Інституті ядерної фізики Сибірського відділення АН СРСР. Також Олександр Бачило з 1993 року був членом команди КВК Новосибірського університету. На замовлення Олександра Маслякова Бачило також розробляв сценарії ігор КВК і та фестивалю КВК у Сочі. Із 1999 року Олександр Бачило живе в Москві.

## Літературна творчість
Літературну творчість Олександр Бачило розпочав у 1983 році, коли у газеті «Молодость Сибири» опубліковане його перше фантастичне оповідання. З 1983 року Бачило також був членом новосибірського клубу шанувальників фантастики «Амальтея», який очолював письменник-фантаст Михайло Міхеєв. За його підтримки, а також із допомогою іншого відомого фантаста Алана Кубатієва, Олександр Бачило опублікував підбірку оповідань у збірці «Сніжний серпень» Новосибірського книжкового видавництва, після чого отримав запрошення на всесоюзний семінар письменників-фантастів у Дубулти. Після успіху на семінарі Бачило розпочав регулярно публікувати свої фантастичні твори у збірках та журналах фантастики, неодноразово публікував свої твори у збірках Всесоюзного об'єднання письменників-фантастів «Румби фантастики». Став членом Спілки письменників СРСР з 1990 року (Спілки письменників Росії з 1992 року). У 1991 році Олександр Бачило відразу видав дві авторські збірки у видавництві «Молода гвардія» — «Чекайте подій» і «Прокляття діавардів». У першій із них центральне місце займає повість «Допомогти можна живим», у якій розповідається про життя невеликої колонії людей після ядерної війни. У другій збірці центральною є однойменна повість, де описуються пригоди головного героя в паралельному світі. У 1999 році письменник опублікував один із своїх найкращих фантастичних творів — роман «Незамінний злодій», у якому описуються пригоди темпорального злодія і авантюриста Христофора Гонзо. До великих фантастичних творів Олександра Бачила відноситься фентезійний роман у оповіданнях «Академономістечко», назва якого викликає аналогію із новосибірським Академмістечком, де тривалий час жив автор, в якому розповідається про зустріч та боротьбу жителів наукового містечка із нечистою силою.
Тривалий час Олександр Бачило плідно співпрацює з іншим російським письменником-фантастом Ігорем Ткаченком. Спільно із Ткаченком Олександр Бачило написав роман «Полонені Чорного Метеорита», повісті «Червоний гігант» і «Обоз до Червоного гіганта», ряд науково-фантастичних оповідань, а також казково-фантастичні твори для дітей «Кракатук», «Наша Маша і Чарівний Горіх» (у написанні цих творів брав участь також Леонід Каганов), та науково-популярні твори для дітей із циклу «Дві подорожі з комп'ютером».

## Фільмографія, кіно- та телесценарна діяльність
Олександр Бачило є автором сценарію до російських телесеріалів «33 квадратних метри», «Прості істини», «Театральна академія», «Тетянин день», «Кохання — не те, що здається», «Студенти» та ряду інших. Разом із Ігорем Ткаченком він написав сценарій до анімаційного фільму «Наша Маша і Чарівний горіх Кракатук». а також до фантастичного телесеріалу «Башта», а в співавторстві ще з кількома письменниками він брав участь у створенні сценарію до телесеріалу «Місто особливого призначення». Олександр Бачило також розробляв сценарії до телепередач «О. С.П-студія», «Нещасний випадок», «Велика тертка», «Південне Бутово» та кількох інших.

## Переклади
Частина творів Олександра Бачила перекладені німецькою мовою.

## Премії
- Премія Кіра Буличова (2008) (за повість «Червоний гігант»).

## Особисте життя
Олександр Бачило одружений. Його син є відомим російським відеоблогером.